# フリードリヒ・プレラー
フリードリヒ・プレラー（Friedrich Preller  der Ältere、Johann Christian Ernst Friedrich Preller、1804年4月25日 - 1878年4月23日）はドイツの画家、版画家である。「ヴァイマル公爵家自由絵画学校」(Fürstliche freie Zeichenschule Weimar)の教授を務めた。同名の息子の風景画家(Friedrich Preller der Jüngere: 1838-1901)と区別するために"der Ältere"が付される。

## 略歴
テューリンゲンのアイゼナハの菓子職人の息子に生まれたが、生まれた年に家族とヴァイマルに移り、ヴァイマルの高校で学んだ。1814年から1821年まで「ヴァイマル公爵家自由絵画学校」(Fürstliche freie Zeichenschule Weimar)で学び、この学校に関係の深かったヨハン・ヴォルフガング・フォン・ゲーテに知られるようになりゲーテの仕事を手伝った。ゲーテの支援を受けてドレスデンに留学し、ザクセン＝ヴァイマル＝アイゼナハ大公、カール・アウグストから奨学金を得ることができた。1824年にドレスデン大公のオランダ旅行に随行し、オランダでアントウェルペン王立芸術学院に学んだ。
1827年から1831年の間、イタリアに留学し、1832年にゲーテが亡くなった時、死の床にあるゲーテの姿を描くことが許された。1840年からはノルウェーを訪れた。1844年にヴァイマルに戻り母校の絵画学校の教授、宮廷画家に任じられた。1859年から2度目のイタリア滞在をした3年間を除き、ヴァイマルで働き、1868年から絵画学校の校長を務めた。プレラーの教えた学生にはカール・ハーゲマイスターらがいた。

## 作品

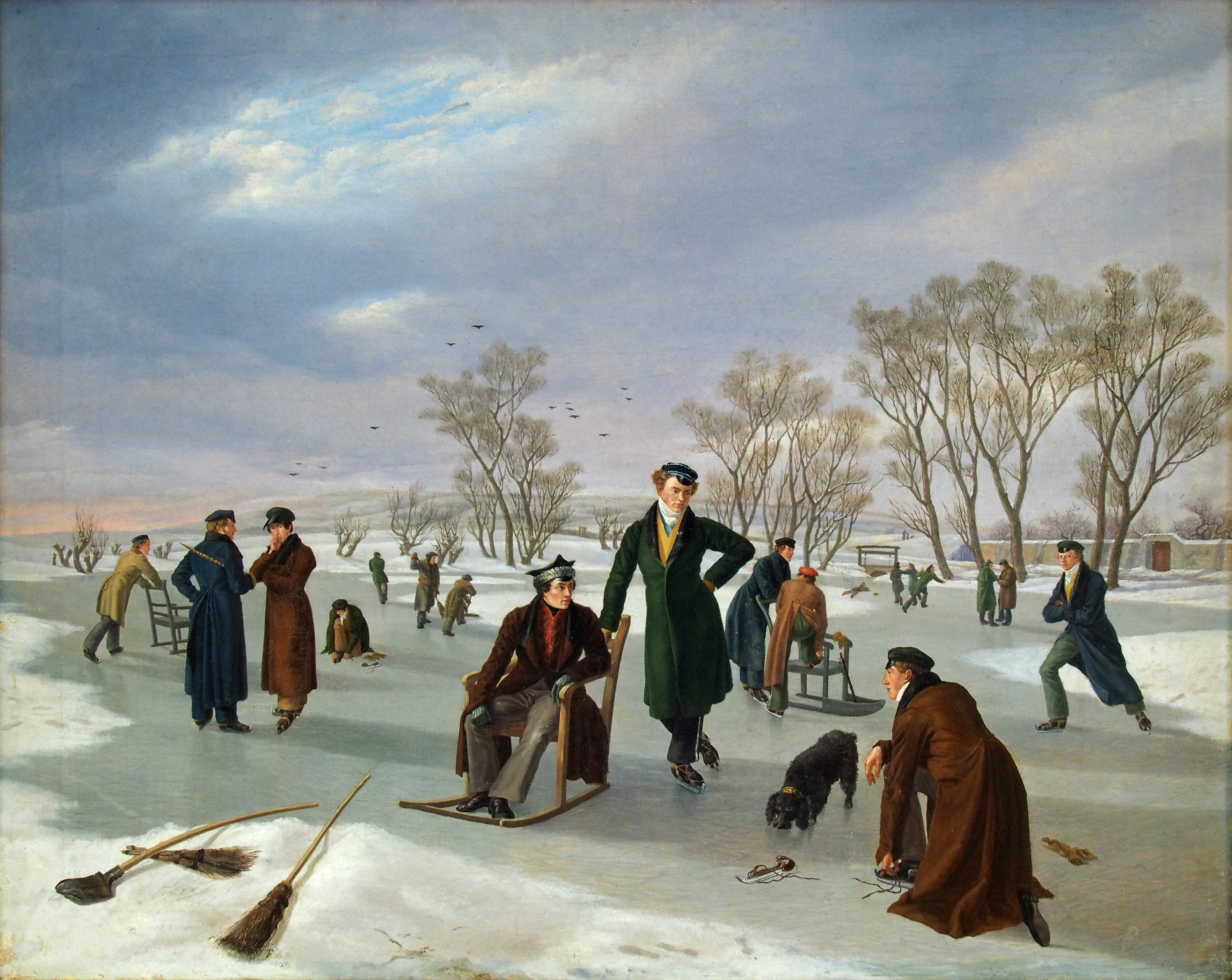
シュヴァン湖畔のソリ
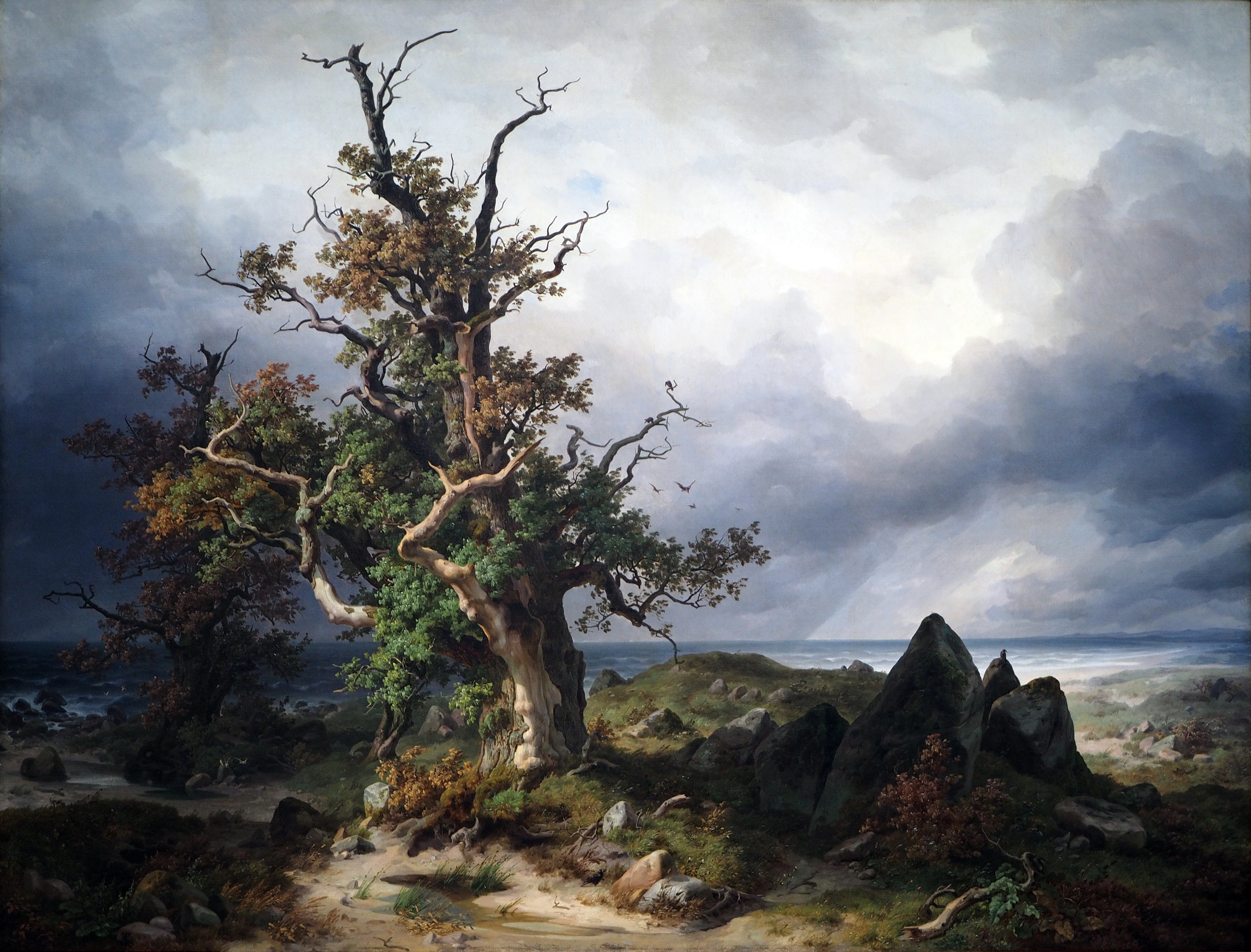
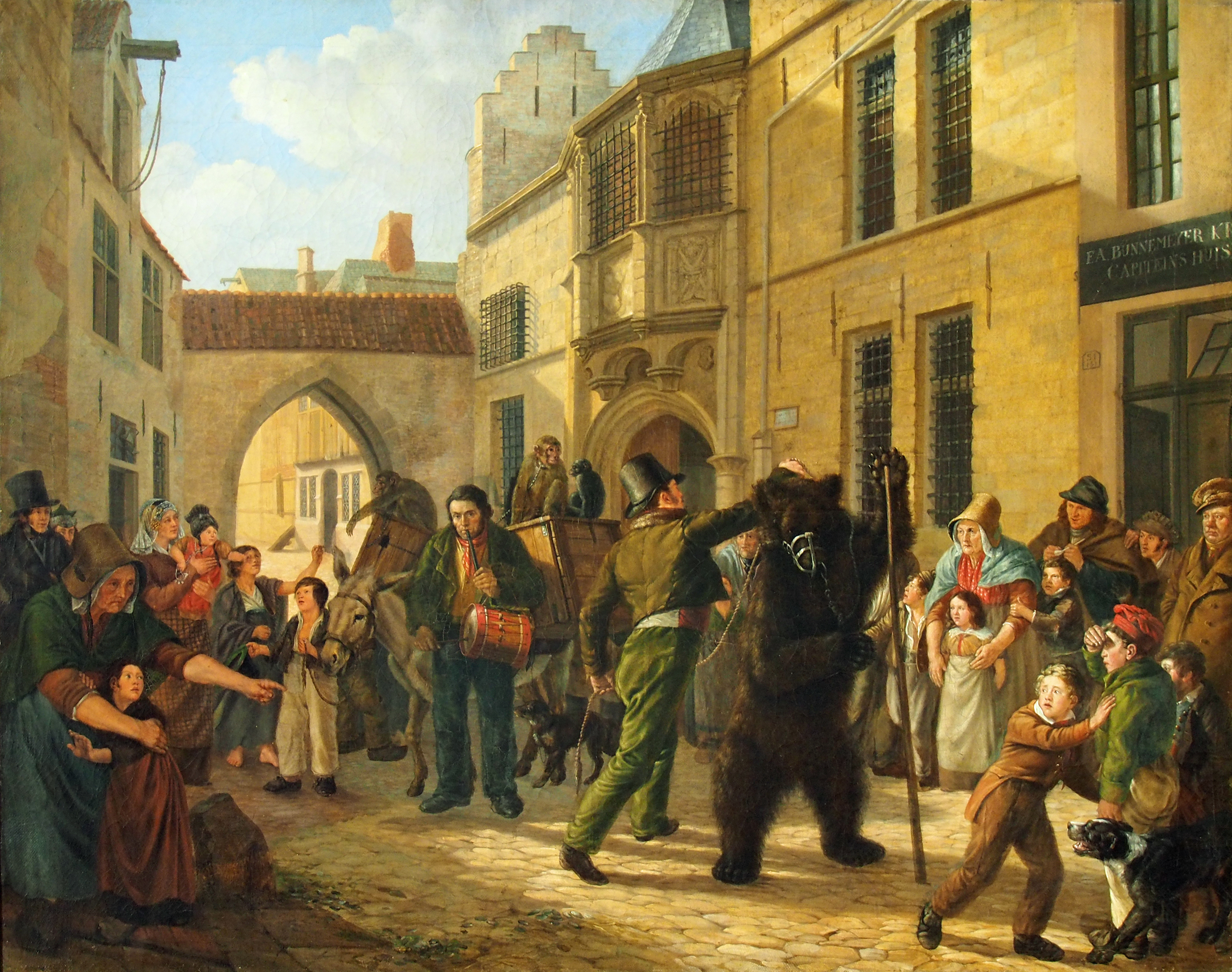
熊使い

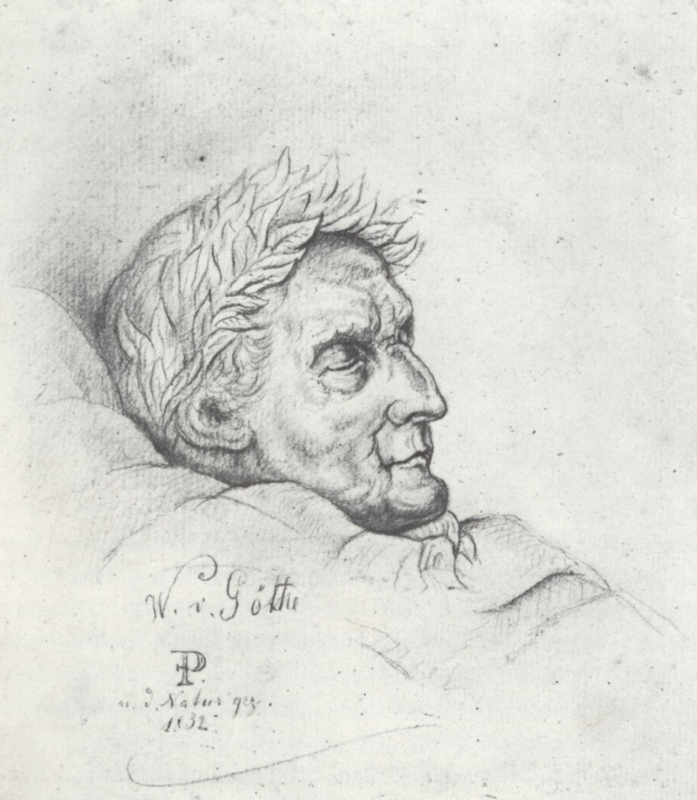
「死の床のゲーテ」
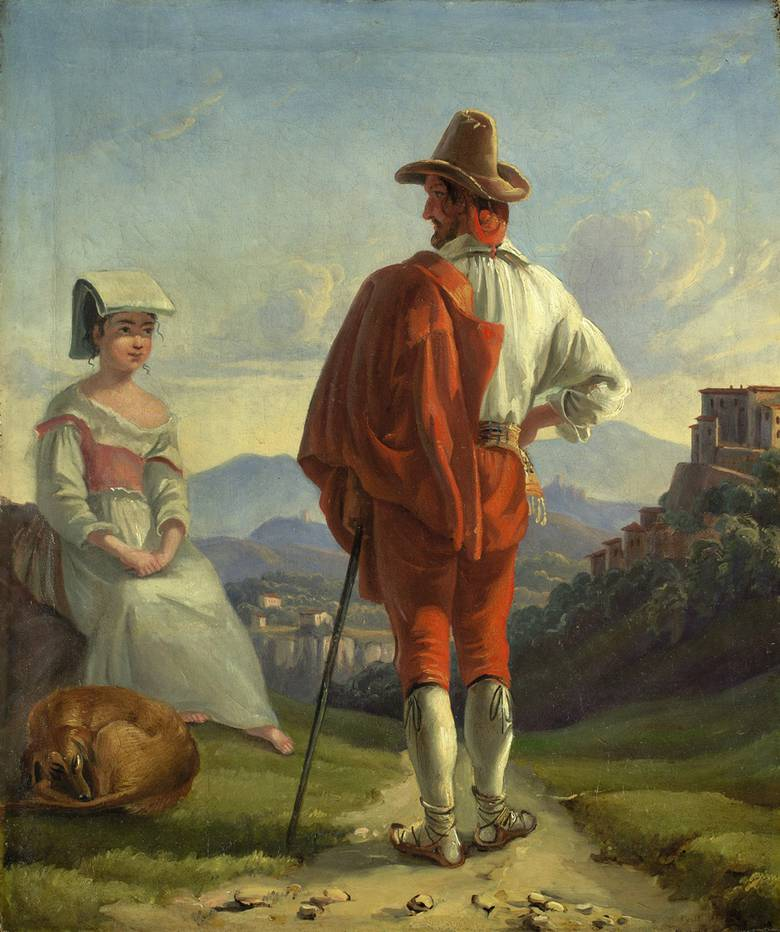
晴れ着のイタリア人
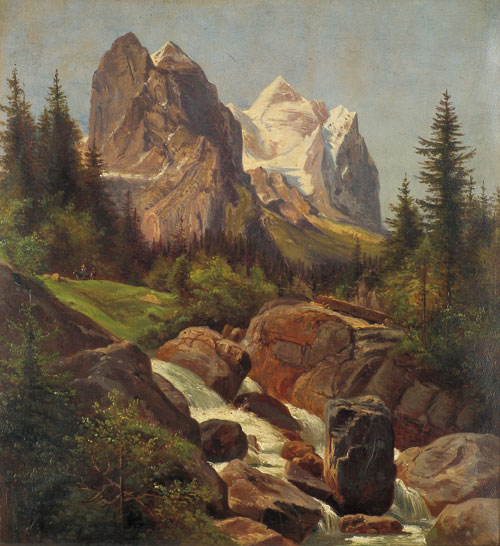
Wellhorn und Wetterhorn
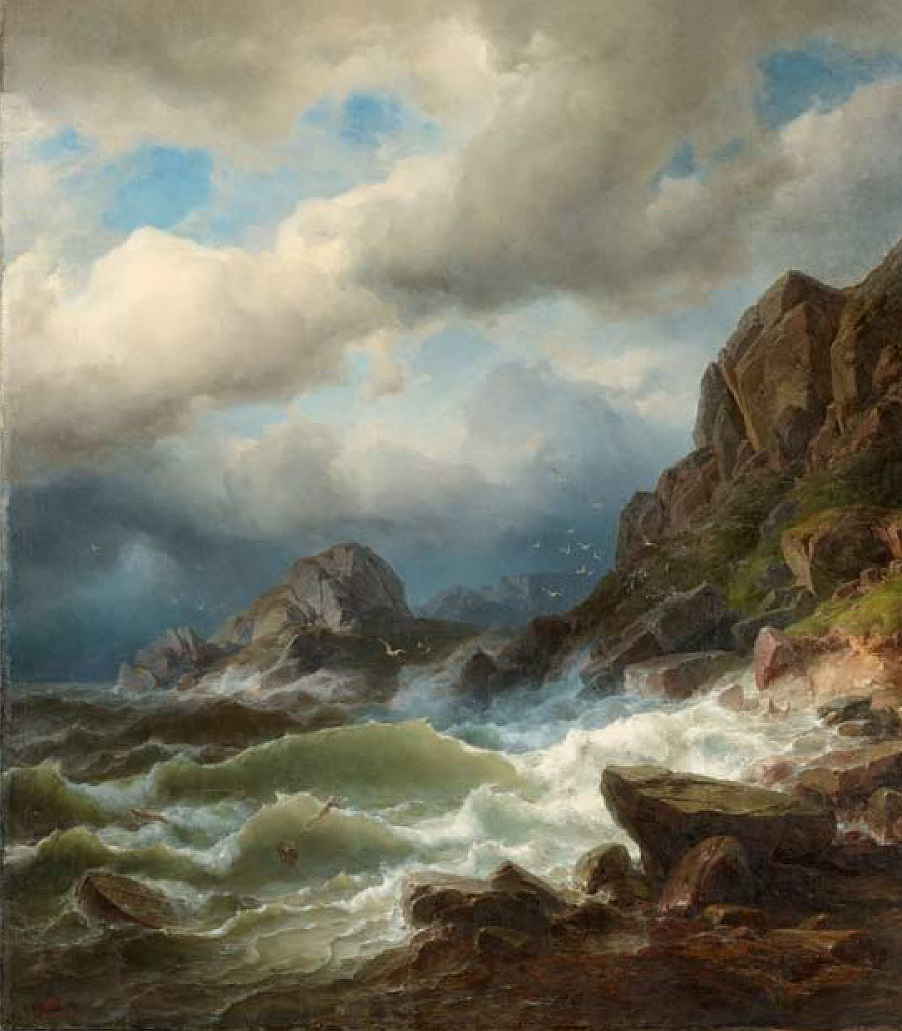
嵐の海岸